# Список святых и блаженных кармелитов
Список святых и блаженных членов орденов и конгрегаций кармелитов в алфавитном порядке.

### Святые
- Авертан Кармелит (1320 — 1380): монах (O.Carm.), паломник; канонизирован 12 мая 1672 года в Риме папой Климентом X; литургическая память — 25 февраля и 31 августа (перенесение реликвий)[1].
- Альберт из Трапани (в миру Альберто дельи Абати) (1250 — 7 августа 1307): священник (O.Carm.), настоятель провинции Сицилии, экзорцист, чудотворец; канонизирован 31 мая 1476 года в Риме папой Сикстом IV; литургическая память — 7 августа[2].
- Альберт из Иерусалима (в миру Альберто Авогадро) (1149 — 14 сентября 1214): латинский патриарх Иерусалима, автор устава Ордена братьев Блаженнейшей Девы Марии с горы Кармил (O.Carm.); канонизирован в 1609 году в Риме папой Павлом V; литургическая память — 17 сентября[3].
- Андрей Корсини (30 ноября 1301 — 6 января 1373): настоятель провинции Тосканы (O.Carm.), епископ Фьезоле; беатифицирован 21 апреля 1440 года в Риме папой Евгением IV, канонизирован 22 апреля 1629 года в Риме папой Урбаном VIII; литургическая память — 4 февраля[4].
- Ангел Кармелит  (1185 — 5 мая 1220): священник (O.Carm.), мученик; канонизирован в 1456 году в Риме папой Пием II; литургическая память — 5 мая[5].
- Бертольд Кармелит (в миру Бартоломео Авогадро) (1155 — 29 марта 1195): генеральный приор (O.Carm.); канонизирован в 1672 году в Риме папой Климентом X; литургическая память — 29 марта[6].
- Брокард Кармелит († 1220/1231): генеральный приор (O.Carm.); канонизирован в 1672 году в Риме папой Климентом X; литургическая память — 2 сентября[7].
- Генрих Оссо-и-Сервельо (16 октября 1840 — 27 января 1896): священник, основатель Общества святой Терезы Иисуса (S.T.J.); беатифицирован 14 октября 1979 года в Риме папой Иоанном Павлом II, канонизирован 16 июня 1993 года в Мадриде тем же папой; литургическая память — 27 января[8].
- Евфрасия Сердца Иисуса (в миру Роза Элуватингал) (17 октября 1877 — 29 августа 1952): монахиня, основательница Конгрегации Сестёр Матери Кармеля (C.M.C.); беатифицирована 3 декабря 2006 года в Оллуре папой Бенедиктом XVI, канонизирована 23 ноября 2014 года в Риме папой Франциском; литургическая память — 29 августа.
- Елизавета Троицы (в миру Элизабет Катэ) (18 июля 1880 — 9 сентября 1906): монахиня (O.C.D.), мистик; беатифицирована 25 ноября 1984 года в Париже папой Иоанном Павлом II, канонизирована 16 октября 2016 года в Риме папой Франциском; литургическая память — 9 ноября.
- Иоакима Святого Франциска (в миру Хоакина де Ведруна де Мас) (16 апреля 1783 — 28 августа 1854): монахиня, основательница Конгрегации кармелиток милосердия Ведруны (С.C.V.); беатифицирована 19 мая 1940 года в Париже папой Пием XII, канонизирована 12 апреля 1959 года в Риме папой Иоанном XXIII; литургическая память — 22 мая.
- Иоанн Креста (в миру Хуа́н де Йе́пес А́льварес)  (24 июня 1542 — 14 декабря 1591): священник, сооснователь Ордена босых братьев Блаженнейшей Девы Марии с горы Кармил (O.C.D.), Учитель Церкви, мистик; беатифицирован 25 января 1675 года в Риме папой Климентом X, канонизирован 27 декабря 1726 года в Риме папой Бенедиктом XIII, 24 августа 1926 года провозглашён Учителем Церкви папой Пиеем XI; литургическая память — 14 декабря[9].
- Кириак Илия Святого Семейства (в миру Куриакос Чавара) (10 февраля 1805 — 3 января 1871): священник, основатель Конгрегации кармелитов Непорочной Марии (C.M.I.) и Конгрегации сестёр Матери Кармеля (С.М.С.); беатифицирован 8 февраля 1986 года в Риме папой Иоанном Павлом II, канонизирован 23 ноября 2014 года в Риме папой Франциском; литургическая память — 3 января[10].
- Кирилл Кармелит[англ.] († 1224/1235): генеральный приор (O.Carm.); канонизирован в 1399 году в Риме папой Бонифацием IX; литургическая память — 6 марта[11].
- Луи Мартен (22 августа 1823 — 29 июля 1894): прихожанин, супруг святой Мари-Зели Герен-Мартен, отец святой Терезы Младенца Иисуса и Святого Лика; беатифицирован 19 октября 2008 года в Лизье папой Бенедиктом XVI, канонизирован 18 октября 2015 года в Риме папой Франциском; литургическая память — 12 июля.
- Мария Иисуса Распятого (в миру Мариам Баоуарди) (5 января 1846 — 26 августа 1878): монахиня (O.C.D.), мистик, носительница стигматов; беатифицирована 13 ноября 1983 года в Риме папой Иоанном Павлом II, канонизирована 17 мая 2015 года в Риме папой Франциском; литургическая память — 25 августа.
- Мари-Зели Герен-Мартен (23 декабря 1831 — 28 августа 1877): прихожанка, супруга святого Людовика Мартен, мать святой Терезы Младенца Иисуса и Святого Лика; беатифицирована 19 октября 2008 года в Лизье папой Бенедиктом XVI, канонизирована 18 октября 2015 года в Риме папой Франциском; литургическая память — 12 июля.
- Мария Магдалина (в миру Катерина ди Джери де Пацци) (2 апреля 1566 — 25 апреля 1607): монахиня (O.Carm.); беатифицирована 8 мая 1626 года в Риме папой Урбаном VIII, канонизирована 28 апреля 1669 года в Риме папой Климентом IX; литургическая память — 25 мая.
- Мария Чуда Иисуса (в миру Мария Пидал-и-Чико де Гусман) (4 ноября 1891 — 11 декабря 1974): монахиня (O.C.D.), мистик; беатифицирована 11 мая 1998 года в Риме папой Иоанном Павлом II, канонизирована 4 мая 2003 года в Мадриде тем же папой; литургическая память — 11 декабря.
- Ноний Девы Марии (в миру Нуну Альвареш-Перейра) (24 июня 1360 — 1 апреля 1431): монахиня (O.Carm.), мистик; беатифицирована 23 декабря 1918 года в Риме папой Бенедиктом XV, канонизирован 26 апреля 2009 года в Риме папой Бенедиктом XVI; литургическая память — 6 ноября[12].
- Пётр Поведа Кастроверде (3 декабря 1874 — 28 июля 1936):  священник, мученик, основатель Института Терезиан (I.T.); беатифицирован 10 октября 1993 года в Риме папой Иоанном Павлом II, канонизирован 4 мая 2003 года в Мадриде тем же папой; литургическая память — 28 июля[13]
- Пётр Тома (1305 — 6 января 1366): генеральный прокуратор (O.Carm.), латинский патриарх Константинополя; беатифицирован в 1609 году в Риме папа Павел V, канонизирован в 1628 году в Риме папа Урбан VIII; литургическая память — 6 января[14].
- Рафаил святого Иосифа (в миру Ю́зеф Калино́вский)  (1 сентября 1835 — 15 ноября 1907): священник (O.C.D.), генеральный викарий Галиции; беатифицирован 22 июня 1983 года в Кракове папой Иоанном Павлом II, канонизирован 17 ноября 1991 года в Риме тем же папой; литургическая память — 19 ноября[15].
- Симон Сток (1165 — 16 мая 1265): генеральный приор (O.Carm.); канонизирован в 1564 году в Риме папой Пием IV; литургическая память — 16 мая[16].
- Тереза Иисуса (в миру Хуана Энрикетта Хозепина де Лос-Корасонес Саградос Фернандес и Солар) (13 июля 1900 — 12 апреля 1920): монахиня (O.C.D.), мистик; беатифицирована 3 апреля 1987 года в Сантьяго папой Иоанном Павлом II, канонизирована 21 марта 1993 года в Риме тем же папой; литургическая память — 12 апреля.
- Тереза Иисуса (в миру Тереса Санчес де Сепеда Давила и Аумада) (28 марта 1515 — 4 октября 1582): монахиня, основательница Ордена босых монахинь Блаженнейшей Девы Марии с горы Кармил (O.C.D.) и соосновательница Ордена босых братьев Блаженнейшей Девы Марии с горы Кармил (O.C.D.), Учитель Церкви, мистик; беатифицирована 24 апреля 1614 года в Риме папой Павлом V, канонизирована 12 марта 1622 года в Риме папой Григорием XV, 27 сентября 1970 года провозглашена Учителем Церкви папой Павлом VI; литургическая память — 15 октября и 27 августа (трансвербация).
- Тереза Младенца Иисуса и Святого Лика (в миру Мария Франсуаза Тереза Мартен) (2 января 1873 — 30 сентября 1897): монахиня (O.C.D.), Учитель Церкви, мистик; беатифицирована 29 апреля 1923 года в Риме папой Пием XI, канонизирована 17 мая 1925 года в Риме тем же папой, 19 октября 1997 года провозглашена Учителем Церкви папой Иоанном Павлом II; литургическая память — 1 октября.
- Тереза Бенедикта Креста (в миру Эдит Штайн) (12 октября 1891 — 9 августа 1942): монахиня (O.C.D.), мученица, мистик, сопокровительница Европы; беатифицирована 1 мая 1987 года в Риме папой Иоанном Павлом II, канонизирована 11 октября 1998 года в Риме тем же папой; литургическая память — 9 августа.
- Тереза Маргарита Сердца Иисуса (в миру Анна Мария Реди) (1 сентября 1747 — 7 марта 1770): монахиня (O.C.D.), мистик; беатифицирована 9 июня 1929 года в Риме папой Пием XI, канонизирована 13 марта 1934 года в Риме тем же папой; литургическая память — 7 марта.
- Франк (в миру Джордж Прека)  (12 февраля 1880 — 26 июля 1962): священник (T.O.C.), основатель Общества христианской доктрины (M.U.S.E.U.M.); беатифицирован 9 мая 2001 года в Риме папой Иоанном II, канонизирован 3 июня 2007 года в Риме папой Бенедиктом XVI; литургическая память — 26 июля[17].

Святые кармелиты и кармелитки
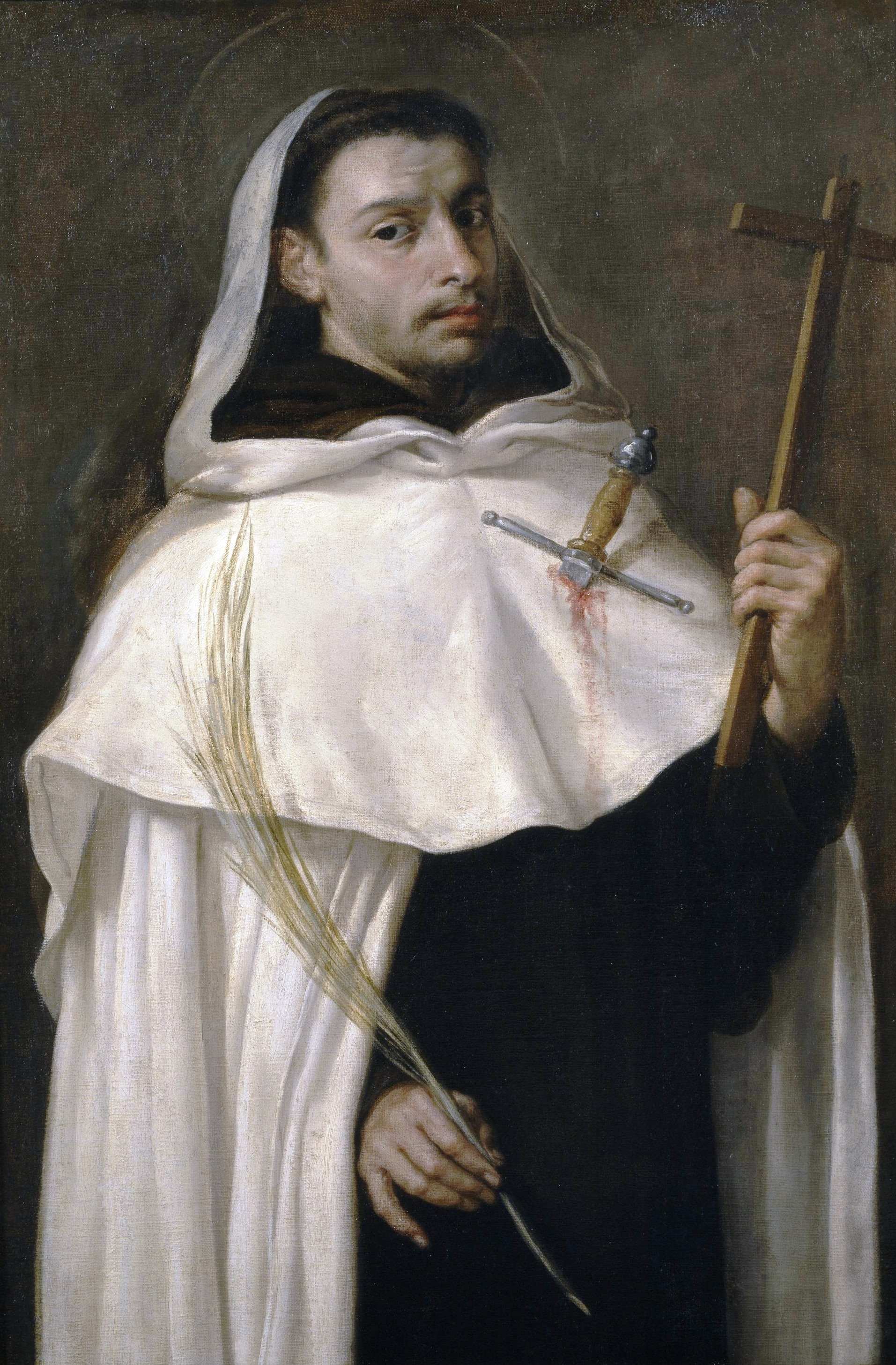
Ангел Кармелит
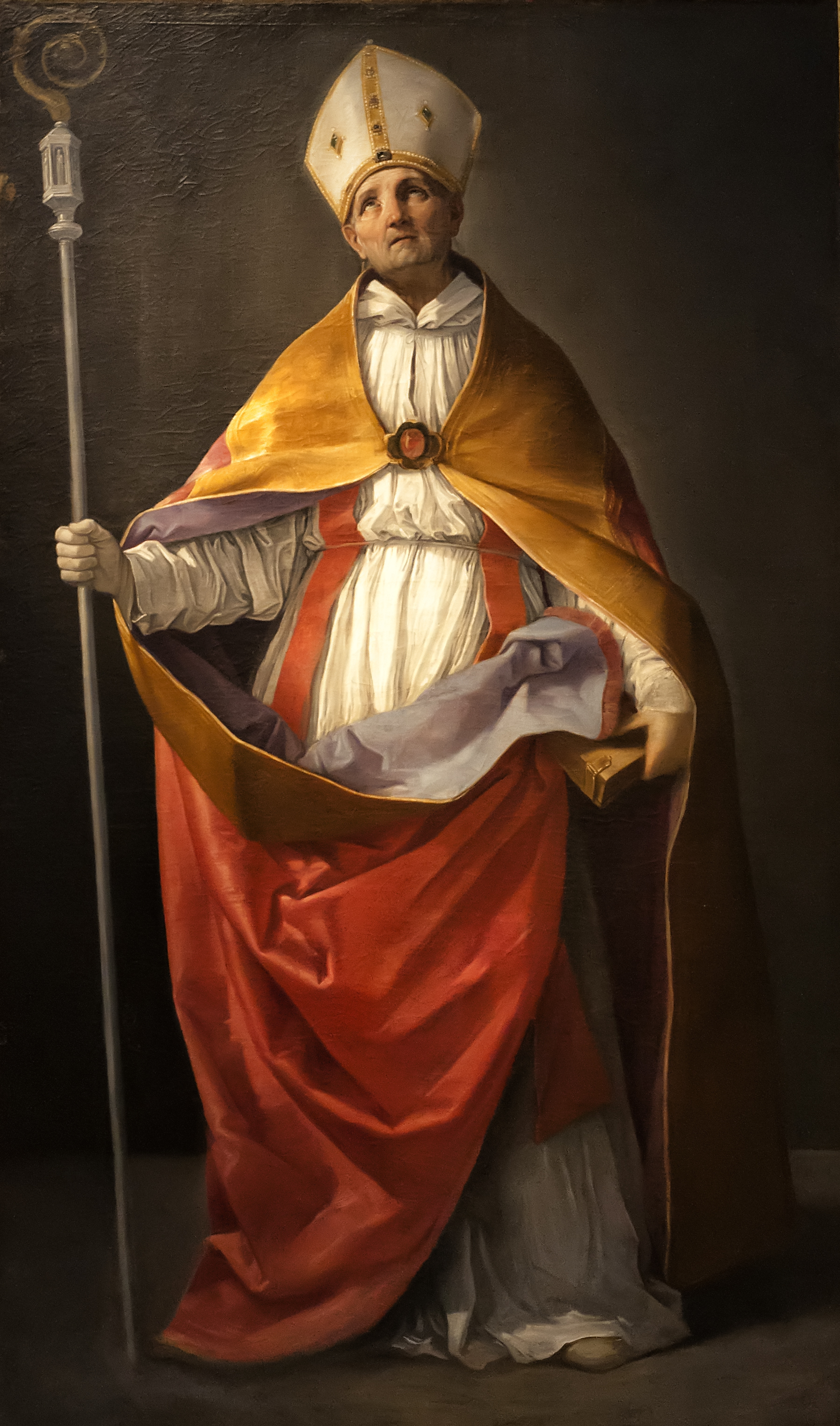
Андрей Корсини
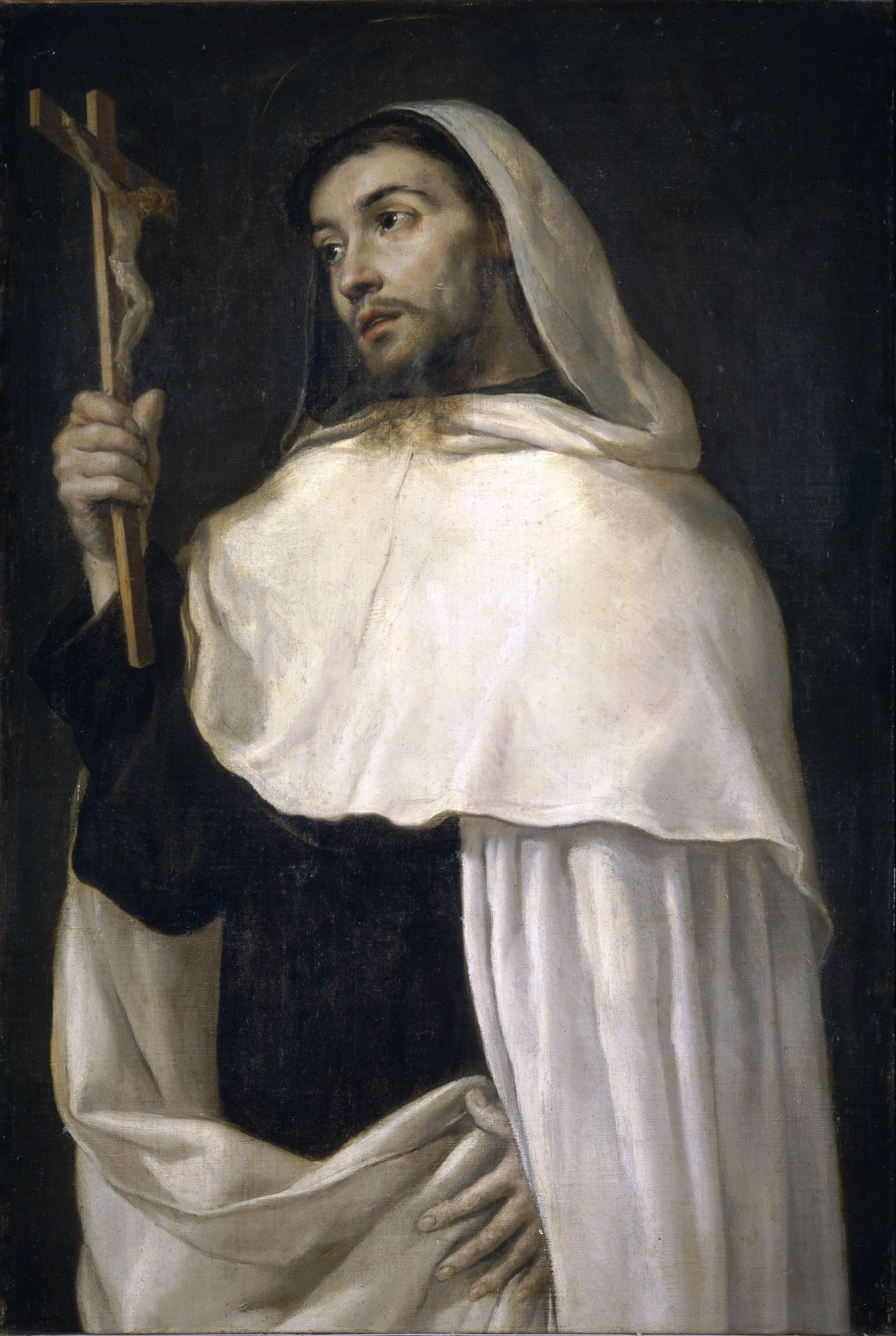
Альберт дельи Абати
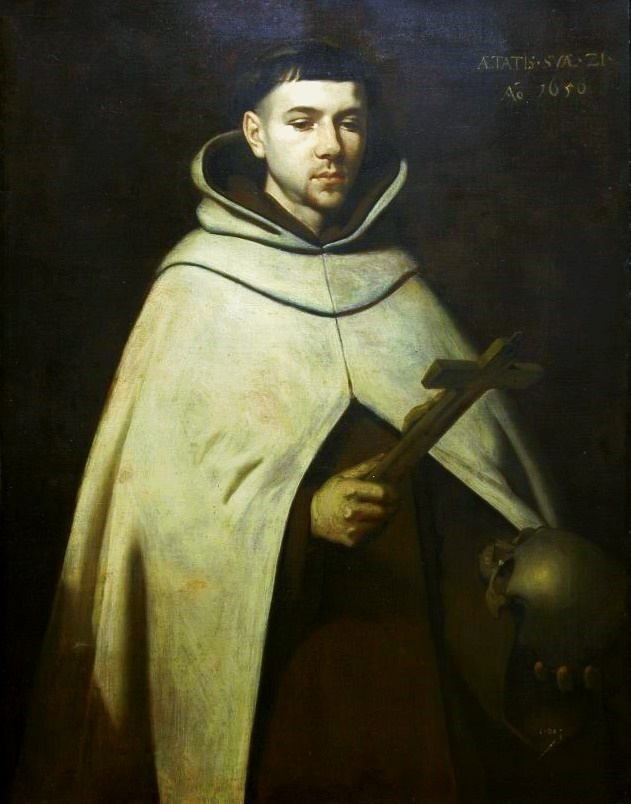
Иоанн Креста
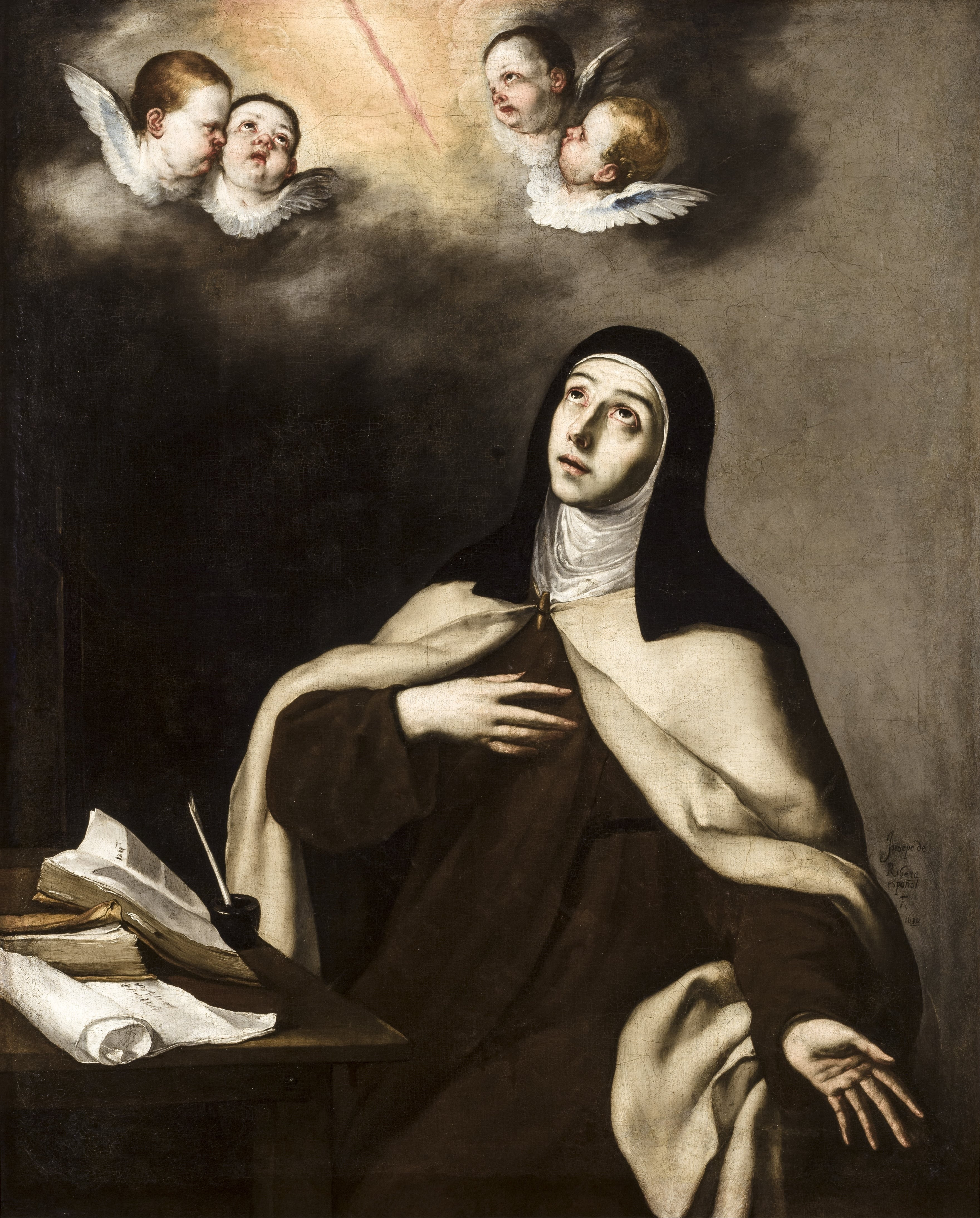
Тереза Иисуса
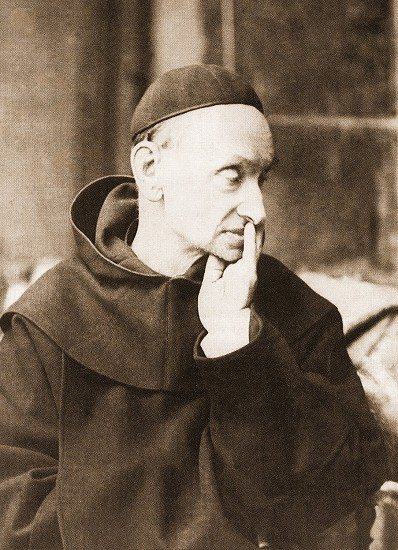
Рафаил Святого Иосифа
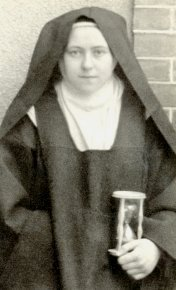
Тереза Младенца Иисуса и Святого Лика
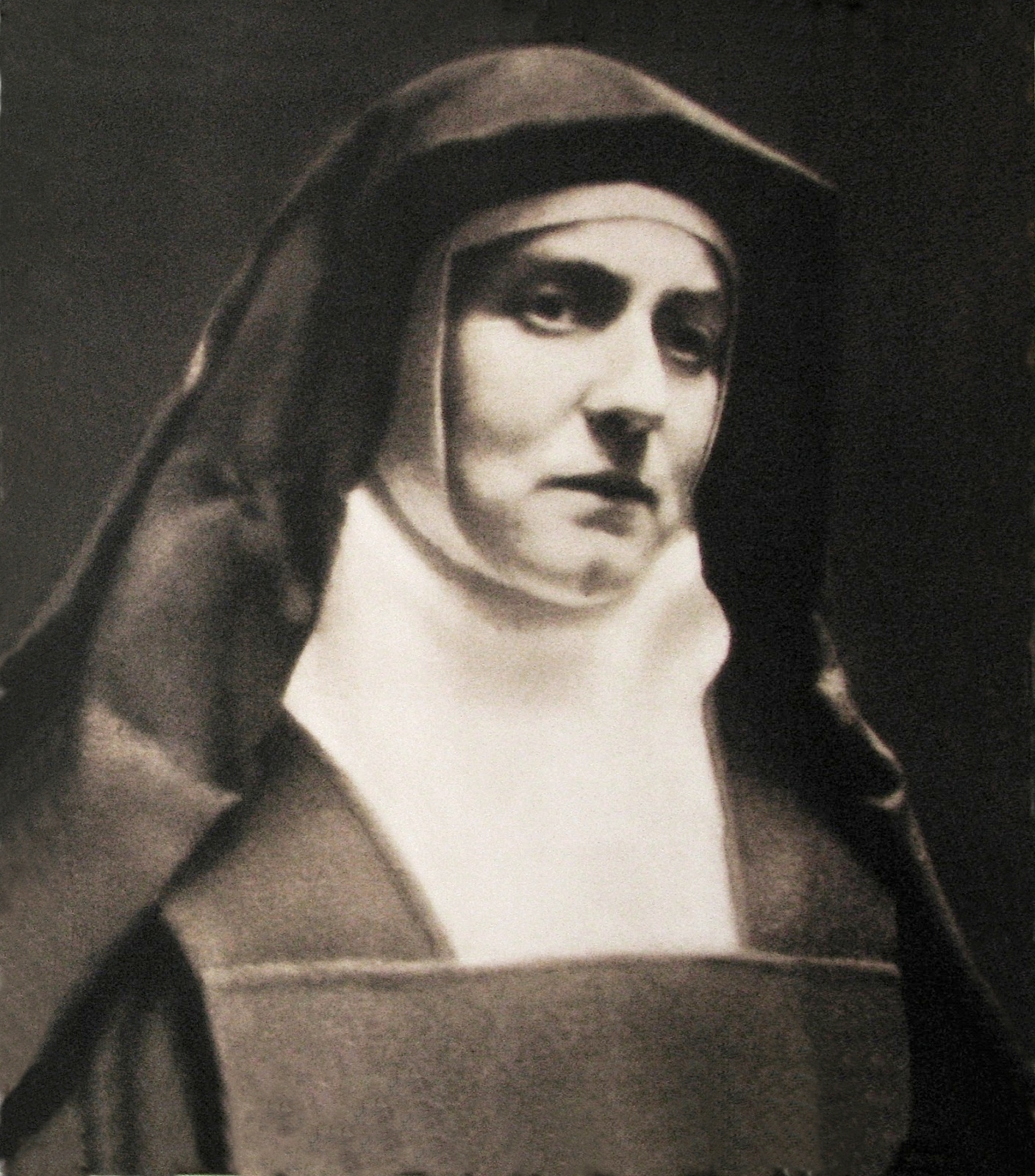
Тереза Бенедикта Креста

### Блаженные
- Альфонс Мария Святого Духа (в миру Юзеф Мазурек) (1 марта 1891 — 28 августа 1944): священник (O.Carm.), мученик; беатифицирован 13 июня 1999 года в Варшаве папой Иоанном Павлом II; литургическая память — 12 июня[18].
- Ангел[англ.] (в миру Анджело ди Агостино Маццинги) (1385 — 17 августа 1438): священник (O.Carm.), настоятель провинции Тосканы; беатифицирован 7 марта 1761 года в Риме папой Климентом XIII; литургическая память — 17 августа[19].
- Ангел (в миру Франческо Паоли) (1 сентября 1642 — 20 января 1720): священник (O.Carm.); беатифицирован 25 января 2010 года в Риме папой Бенедиктом XVI; литургическая память — 20 января[20].
- Баттиста Мантуанский (в миру Джованни-Баттиста Спаньоли) (17 апреля 1447 — 20 марта 1516): священник (O.Carm.); беатифицирован 17 декабря 1885 года в Риме папой Львом XIII; литургическая память — 20 марта[21].
- Исидор Баканжа (1887 — 15 августа 1909): прихожанин, мученик; беатифицирован 24 апреля 1994 года в Риме папой Иоанном Павлом II; литургическая память — 5 августа[22].
- Варфоломей[фр.] (в миру Бартоломео Фанти) (1428 — 5 декабря 1495): священник (O.Carm.); беатифицирован 18 марта 1909 года в Риме папой Пием X; литургическая память — 5 декабря[23].
- Гумберт святого Клавдия (в миру Жак Ганьо) (9 февраля 1753 — 10 сентября 1794): священник (O.C.D.), мученик; беатифицирован 1 октября 1995 года в Риме папой Иоанном Павлом II; литургическая память — 18 августа[24]
- Дария святой Софии (в миру Дария Кампильо Паньягуа) (8 сентября 1873 — 24 ноября 1936): монахиня (C.C.V.), мученица; беатифицирована 11 марта 2001 года папой Иоанном Павлом II; литургическая память — 24 ноября[25]
- Дионисий Рождества (в миру Пьер Бертло) (12 декабря 1600 — 29 ноября 1638): священник (O.C.D.), мученик; беатифицирован 10 июня 1900 года в Риме папой Львом XIII; литургическая память — 29 ноября[26]
- Иаков (в миру Жак Ретуре) (15 сентября 1746 — 26 августа 1794): священник (O.Carm.), мученик; беатифицирован 1 октября 1995 года в Риме папой Иоанном Павлом II; литургическая память — 26 августа[27]
- Иаков из Чревакуоре[итал.] (в миру Джакомино де Канепаччи) (1438 — 3 марта 1508): брат-лаик (O.Carm.); беатифицирован 5 марта 1845 года в Риме папой Григорием XVI; литургическая память — 5 марта[28].
- Иларий (в миру Павел Янушевский) (11 июня 1907 — 25 марта 1945): священник (O.Carm.), мученик; беатифицирован 13 июня 1999 года в Варшаве папой Иоанном Павлом II; литургическая память — 12 июня[29].
- Иоанн[фр.] (в миру Жан Сорет) (1394 — 25 июля 1471): генеральный приор (O.Carm.); беатифицирован 3 мая 1866 года в Риме папой Пием IX; литургическая память — 25 июля[30].
- Леонард (в миру Жан-Батист Дюверней) (1737 — 1 июля 1794): священник (O.C.D.), мученик; беатифицирован 1 октября 1995 года в Риме папой Иоанном Павлом II; литургическая память — 18 августа[31]
- Людовик[англ.] (в миру Луиджи Рабата) (1443 — 8 мая 1490): священник (O.Carm.), мученик; беатифицирован 10 декабря 1841 года в Риме папой Григорием XVI; литургическая память — 5 мая[32].
- Мария Евгений Младенца Иисуса[фр.] (в миру Анри Гриалу) (2 декабря 1894 — 27 марта 1967): священник (O.Carm.), основатель Института Нашей Госпожи Жизни[фр.]; беатифицирован 19 ноября 2016 года в Риме папой Франциском; литургическая память — 4 февраля.
- Михаил-Людовик (в миру Мишель-Луи Брюлар) (11 июня 1758 — 25 июля 1794): священник (O.C.D.), мученик; беатифицирован 1 октября 1995 года в Риме папой Иоанном Павлом II; литургическая память — 18 августа[33].
- Редемпт Креста (в миру Томаш Родригиш да Кунья) (15 марта 1598 — 29 ноября 1638): монах (O.C.D.), мученик; беатифицирован 10 июня 1900 года в Риме папой Львом XIII; литургическая память — 29 ноября[26].
- Ромео Кармелит († ок. 1380): брат-лаик (O.Carm.), паломник; беатифицирован в 1842 году в Риме папой Григорием XVI; литургическая память — 25 февраля[1].
- Тит (в миру Анно Шурд Брандсма) (23 февраля 1881 — 26 июля 1942): священник (O.C.D.), мученик; беатифицирован 3 ноября 1985 года в Риме папой Иоанном Павлом II; литургическая память — 26 июля.
- Франк[фр.] (в миру Франко Липпи) († 11 декабря 1291): брат-лаик (O.Carm.); беатифицирован в 1670 году в Риме папой Климентом XVI; литургическая память — 11 декабря.
- Франциск Иисуса Марии Иосифа (в миру Франсиско Палау-и-Куэр) (29 декабря 1811 — 20 марта 1872): священник (O.C.D.), основатель Конгрегации сестёр-кармелиток терезианских миссионерок (C.M.T.) и Конгрегации сестёр кармелиток миссионерок (C.M.); беатифицирован 24 апреля 1988 года в Риме папой Иоанном Павлом II; литургическая память — 20 марта.